# Fritz Schmidt (Gestapo)
Fritz Schmidt, auch Friedrich Schmidt und später Friedrich Schmidt-Schütte (* 6. Dezember 1908 in Bochum; † 17. April 1983 in München), war ein deutscher Gestapo-Beamter, SS-Führer und Täter des Holocaust.

## Frühe Jahre
Schmidt, Sohn eines Strafanstaltinspektors, absolvierte nach dem Schulbesuch ein Studium der Rechtswissenschaft an den Universitäten Bonn und Münster. Schmidt begründete 1929 an der Universität Münster den NS-Studentenbund mit und trat Anfang Februar 1931 der NSDAP (Mitgliedsnummer 455.700) und nach der Machtübergabe an die Nationalsozialisten Anfang Mai 1933 der SA bei. Sein Jurastudium beendete er 1932 mit dem ersten juristischen Staatsexamen und war anschließend Gerichtsassessor am Oberlandesgericht Hamm. Schmidt bestand 1935 das zweite juristische Staatsexamen.
Nach einer Phase der Arbeitslosigkeit trat Schmidt im Sommer 1936 in den Polizeidienst ein und wurde bei der Staatspolizeileitstelle Berlin eingesetzt. Er wurde 1937 Mitglied der SS (SS-Nr. 290.023), in der er Ende Januar 1939 bis zum Sturmbannführer aufstieg. Schmidt gehörte auch dem SD an. 1938 wurde Schmidt zur Staatspolizeileitstelle Hannover versetzt, wo er die stellvertretende Leitung dieser Dienststelle übernahm.

## Zweiter Weltkrieg
1939 wechselte er ins Reichssicherheitshauptamt (RSHA) und wurde nach Beginn des Zweiten Weltkrieges Anfang 1940 mit der stellvertretenden Leitung der Staatspolizeileitstelle Breslau betraut. Ab Mai 1942 war er beim RSHA als Regierungsrat im Amt I (Personal) Gruppe D Referat 2 (SS-Disziplinarsachen) eingesetzt. Im August 1942 wurde Schmidt zum Osteinsatz abgeordnet und stellvertretender Kommandeur unter Eugen Steimle bei dem Sonderkommando 4a der Einsatzgruppe C, das an dem Judenmord in der besetzten Sowjetunion beteiligt war. Ab Januar 1943 war er auch zeitweise Leiter des Sonderkommandos 4a. Im Herbst 1943 war er wieder im RSHA eingesetzt. Von Anfang Februar 1944 bis zum Kriegsende leitete er die Gestapo in Kiel und folgte in dieser Funktion Hans Henschke nach. Schmidt ließ nach seinem Amtsantritt umgehend das Arbeitserziehungslager Nordmark einrichten. Auf Weisung des RSHA beauftragte Schmidt Johannes Post am 29. März 1944 mit der Zusammenstellung eines Exekutionskommandos, das noch am selben Tag vier aus dem Stalag Luft III entflohene und wieder ergriffene alliierte Luftwaffenoffiziere hinterrücks erschoss. Schmidt verpflichtete die Teilnehmer des Exekutionskommandos zu absoluter Verschwiegenheit über diesen Vorgang. Unter Schmidt wurde im Oktober 1944 die Einsatzgruppe Staeglich gebildet zur Verfolgung von Widerstandsgruppen. Schmidt selbst war in der Kriegsendphase bei Exekutionen im Arbeitserziehungslager Nordmark anwesend.

## Nachkriegszeit
Nach Kriegsende konnte Schmidt mit gefälschten Papieren untertauchen und war ab 1946 unter dem Tarnnamen Fritz Schmundt in Soltau als Fuhrunternehmer und danach als juristischer Hilfsarbeiter beim Senator für Wirtschaft, Hafen und Verkehr in Bremen tätig. Aus Angst aufzufliegen nahm er nun den Aliasnamen Schütte an und zog im Sommer 1947 nach München, wo er sich zunächst als Hilfsarbeiter auf dem Bau verdingte. Aufgrund seines falschen Namens musste sich Schmidt keinem Spruchkammerverfahren unterziehen und galt von der Entnazifizierung als nicht Betroffener. Ab 1949 war er als Sachbearbeiter bei der Viktoria-Versicherung tätig und von 1954 bis 1961 leitend bei der Hamburg-Mannheimer beschäftigt.
Schmidt alias Schütte war angeblich für die Organisation Gehlen tätig. Das Ministerium für Staatssicherheit wollte ihn zunächst umdrehen, am 11. November 1961 wurde Schmidts Identität und NS-Vergangenheit im Zusammenhang mit seiner Zugehörigkeit zur Organisation Gehlen jedoch im SED-Zentralorgan Neues Deutschland offengelegt. Auch im DDR-Fernsehen wurde über Schmidt alias Schütte berichtet. Er verlor schließlich seine Anstellung bei der Hamburg-Mannheimer und wurde 1962 vom Amtsgericht München aufgrund von „Falschbeurkundung, Abgabe einer falschen eidesstattlichen Versicherung und Vergehens nach dem Paßgesetz“ zu einer dreimonatigen Haftstrafe verurteilt, die er jedoch nicht antreten musste. Ab 1962 war er bei Rechtsanwälten als „freier Mitarbeiter“ beschäftigt und konnte „mit Genehmigung der Regierung von Oberbayern nun unter dem Namen Schmidt-Schütte“ leben. Schmidt-Schütte wurde aufgrund eines Haftbefehls des Amtsgerichts Kiel am 18. Dezember 1963 festgenommen und in Untersuchungshaft genommen. Hintergrund waren Ermittlungen zu den im Arbeitserziehungslager Nordmark begangenen Verbrechen, speziell seine Verantwortung für die auf seine Weisung begangenen Morde an den vier alliierten Offizieren am 29. März 1944. Wegen Haftuntauglichkeit wurde Schmidt-Schütte 1965 aus der Untersuchungshaft entlassen und konnte wieder seine Beschäftigung aufnehmen. Vom Landgericht Kiel wurde Schmidt-Schütte am 20. Mai 1968 zu zwei Jahren Haft wegen der Beihilfe zum Mord an den alliierten Fliegeroffizieren verurteilt. Das Urteil wurde am 14. Januar 1969 durch den Bundesgerichtshof bestätigt. Durch die Untersuchungshaft galt die Strafe als verbüßt. Schmidt-Schütte lebte anschließend wieder in München. Ermittlungen wegen seiner Einsatzgruppentätigkeit waren bereits eingestellt worden.